# Clube Desportivo Gouveia
Le CD Gouveia est un club de football portugais basé à Gouveia dans le centre du Portugal.

## Histoire
Le club passe 7 saisons en deuxième division entre 1967 et 1974.
Il obtient son meilleur classement en D2 lors de la saison 1968-1969. Lors de cette saison, le club termine 8e de la Poule Nord de D2, avec 9 victoires, 6 matchs nuls, 11 défaites, et un total de 24 points.